# Colwich, Kansas
Colwich là một thành phố thuộc quận Sedgwick, tiểu bang Kansas, Hoa Kỳ. Năm 2010, dân số của xã này là 1327 người.

## Dân số
Dân số các năm:
- Năm 2000: 1229 người
- Năm 2010: 1327 người